# Andries Bosman

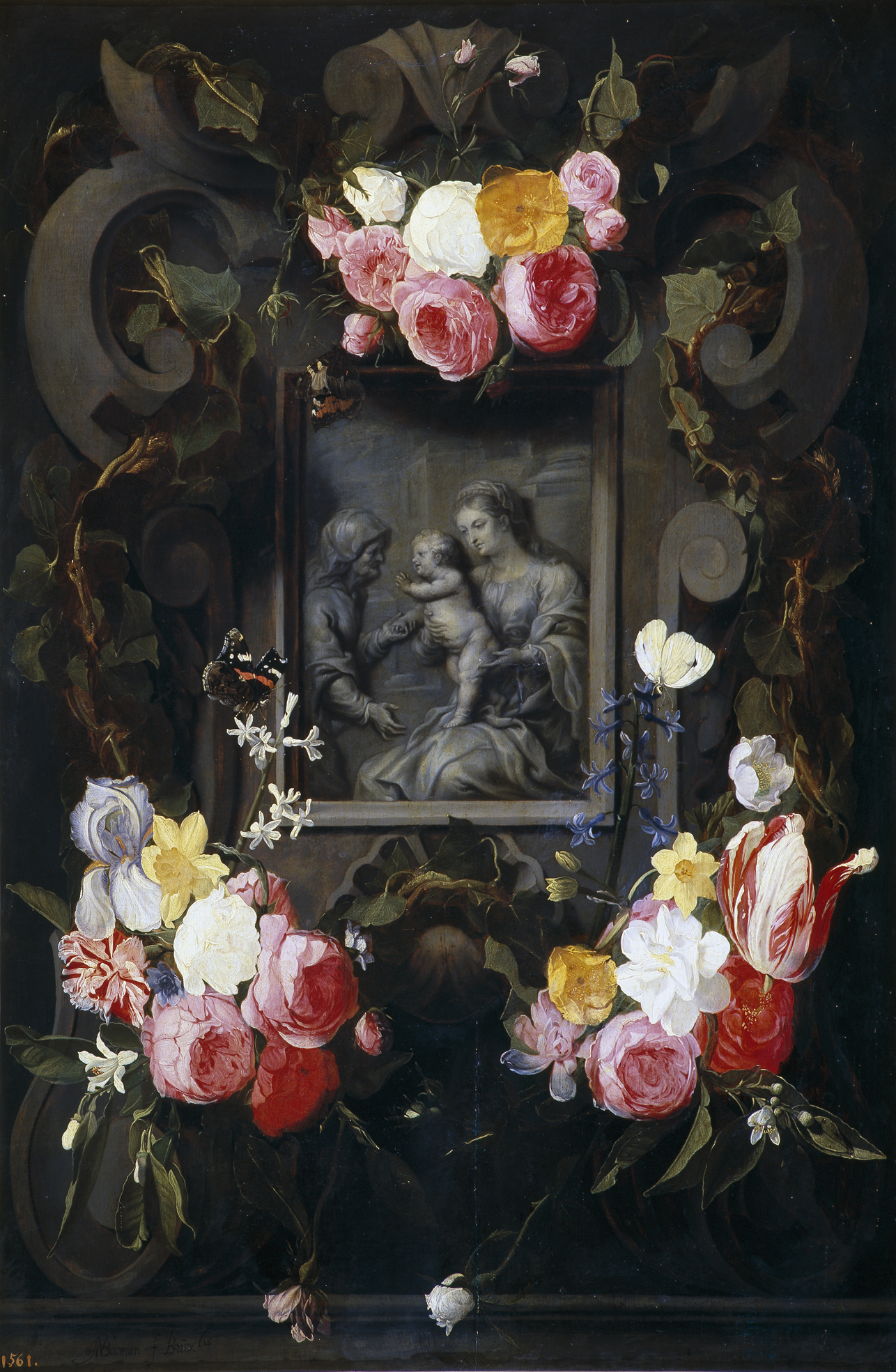
Guirnalda con Santa Ana, la Virgen y el Niño, óleo sobre tabla, 83 x 55 cm, Madrid, Museo del Prado.

Andries Bosman (o Bosmans) (Amberes,1621 – Roma, ca. 1681), fue un sacerdote y pintor barroco flamenco, especializado en guirnaldas de flores enmarcando motivos religiosos.

## Biografía
Bautizado el 28 de julio de 1621, en 1637 se inscribió como aprendiz en el gremio de San Lucas de Amberes, pero solo cuatro años después se trasladó a Gante para seguir la carrera religiosa. En 1657 retornó a Amberes y en 1664 marchó a Roma donde falleció hacia 1681-1682.
En su pintura fue seguidor del también clérigo y jesuita Daniel Seghers, como evidencia la guirnalda del Museo del Prado, con un bajorrelieve fingido que representa a Santa Ana, la Virgen y el Niño, firmada abajo a la izquierda «ABosman.f Brúxlis», como pintada en Bruselas, aunque se ignora en qué momento de su carrera, o la guirnalda con el busto de Cristo en una vénera, del Statens Museum for Kunst de Copenhague, firmado «A.Bosman Canon St. Jacobi f. 1659», ostentando el cargo de canónigo de Sint-Jacobskerk de Amberes que ocupó tras su estancia en Gante.